# Pseudonapomyza balkanensis
Pseudonapomyza balkanensis är en tvåvingeart som beskrevs av Spencer 1973. Pseudonapomyza balkanensis ingår i släktet Pseudonapomyza och familjen minerarflugor. Inga underarter finns listade i Catalogue of Life.